# Ozzero
Ozzero is een gemeente in de Italiaanse metropolitane stad Milaan (regio Lombardije) en telt 1337 inwoners (31-12-2004). De oppervlakte bedraagt 11,0 km², de bevolkingsdichtheid is 122 inwoners per km².

## Demografie
Ozzero telt ongeveer 531 huishoudens. Het aantal inwoners steeg in de periode 1991-2001 met 4,1% volgens cijfers uit de tienjaarlijkse volkstellingen van ISTAT.
| Jaar | Inwoneraantal |
| ---- | ------------- |
| 1991 | 1294          |
| 2001 | 1347          |

## Geografie
Ozzero grenst aan de volgende gemeenten: Abbiategrasso, Morimondo.